# Ki császárné
Ki (Gi) császárné (hangul: 기황후, Ki hvanghu, handzsa: 奇皇后, RR: Gi hwanghu), mongol nevén Öldzí Hotog (Өлзий хутуг), kínai nevén Csi huanghu (奇皇后, Qí huánghòu) Togon Temür mongol kán koreai származású második felesége volt.

## Élete
Korjóban (Goryeóban) született a hengdzsui (haengjui) (행주, 幸州) Ki (Gi) klánhoz tartozó Ki Dzsao (기자오, 奇子敖, Gi Ja-o) lányaként. A mongol befolyás alatt lévő koreai államból a Jüan (Yuan)-dinasztia udvarába küldték a mongoloknak fizetendő rendszeres sarc (arany, ezüst, gabona, rami, selyem, fűszerek, egyéb termények, lovak; munkások és mesteremberek, eunuchok és szolgálólányok, illetve ágyasok) részeként.

### A mongol udvarban
1333-ban Ko Jongbo (고용보, 高龍普, Go Yongbo) eunuch javaslatára udvarhölgy (gyakorlatilag ágyas) lett, bár az is elképzelhető, hogy tehetsége a szórakoztató művészetekben (ének, tánc, költészet) ragadta meg Togon Temür figyelmét. Togon gyerekkorában egy koreai szigeten töltött több mint egy évet száműzetésben, így az is lehetséges, hogy jobban kedvelte koreai ágyasát, mint az ellenséges politikai táborból származó feleségét, Bajan Hotagot (Баянхутаг).
Amikor a császár először próbálta meg második feleségének megkoronázni, politikai ellenfelei miatt nem tehette, heves tiltakozás tört ki az udvarban, mivel ez ellentétes volt a szokással, hogy a császárnék egy bizonyos mongol klánból kerülnek ki. 1339-ben azonban Ki (Gi) asszony fiúgyermeknek adott életet, akit Togon örökösének nevezett ki, így 1340-ben végül mégis másodlagos császárnévá tette meg az asszonyt, 1365-ben pedig első császárné lett.
Ki (Gi) császárné meglehetős hatalommal bírt a Jüan (Yuan) udvarban, kifejezetten a számára hoztak létre egy hivatalt, amelyen keresztül adót szedett és ezt a pénzt saját céljaira használta fel. A hivatalos kínai történetírók szerint az asszony hatalma hozzájárult a dinasztia bukásához, valamint korrupt és fényűző életet élő nőként hivatkoznak rá.

### Családja hatalma Koreában
Nem csak a kínai udvarban, de a koreaiban is jelentős hatalommal bírt családtagjain keresztül. Családja befolyásos volt, anyját rendszeresen látogatta a koreai király, apjának „királyi” címet adományoztatott a császárral. A család hírhedt volt a korrupcióról, mások vagyonának elkobzásáról, túlzott luxuséletmódjukról, olyannyira, hogy a korjói (goryeói) történetírók gyűlölt családként számolnak be róluk. Különösen a császárné bátyja, Ki Cshol (기철, 奇轍, ? – 1356, Gi Cheol) rendelkezett meglehetős hatalommal, egy időben a királyénál is nagyobbal. 1356-ban Kongmin (Gongmin) király leszámolt Ki Cshol (Gi Cheol)lal, aminek következtében Ki (Gi) császárné sereget küldött Koreába a király trónjának megdöntésére.

### Bukása
Amikor Ki (Gi) császárné fiát hivatalosan is koronaherceggé avatták, a mongol udvarban lázadás tört ki, Bolad Temür (? – 1365) vezetésével, aki a császárnét is foglyul ejtette. Végül azonban legyőzték, Ki (Gi) pedig megpróbálta a fiát a trónra ültetni, azonban hiába. 1368-ban a Jüan (Yuan)-dinasztia összeomlott, a császárné kénytelen volt elmenekülni az udvarból. 1370-ben Togon halálával fia mégis trónra ülhetett a megmaradt Északi Jüan (Yuan)ban, a császárné azonban nem sokkal később eltűnt, további sorsáról nincsenek feljegyzések.

## Ábrázolása a művészetekben
A Sin Don című 2005-ös televíziós sorozatban Kim Hjeri (Kim Hye-ri), a 2013-as A császárság kincse című sorozatban Ha Dzsivon (Ha Jiwon) alakította.